# 根岸可蓮
根岸 可蓮（ねぎし かれん、2000年11月18日 - ）は、日本のタレント、女優、アイドル、歌手。スターダストプロモーション デジタルエンターテイメント所属で、女性アイドルグループたこやきレインボーの元メンバー。和歌山県出身。愛称は「れんれん」。

## 略歴
2009年
小学4年生の時にオーディション関係の雑誌を見て応募、芸能界に入る。
2012年
9月、たこやきレインボーの結成に参加、結成メンバーとなる。
2014年
11月23日、日本青年館で行われた「なにわンダーランド2014」内で根岸と2人でユニット「道頓堀歌劇団（れんれん&さくちゃん）fromたこやきレインボー」を組み、ユニット曲「道子とクラリス〜感動の再会編〜」を披露した。
2017年
8月14日、坂崎幸之助のももいろフォーク村ちょいデラックス 第75夜「GIRLS’FOLKTORY 17」（Zepp Tokyo）にて、 ユニット「チームよつば」に新たに加わり、「チームいつつば」を結成。
2018年
7月28日、メットライフドームにて開催された「夏S 2018 ももクロトリビュート ～みんなで10周年をお祝いしちゃうぞ！～」でアニソン好きユニット「七福みゅ～ず」に選出。ユニット曲「フクキタルン」を披露した。
2019年
1月18日、誕生日当日にMBSちゃやまちプラザにて開催された「たこ虹セブン放課後ナイト特別編～根岸可蓮ナイト～」をプロデュース。
2020年
2月20日、ニッポン放送のラジオ番組「ミューコミプラス」内で行われた番組枠の獲得を賭けたプレゼンで、Twitterによるリスナー投票の結果、勝利を収める。これにより、3月5日より番組内のコーナー「根岸可蓮の5分なにしてますか？ラジオ好きですか？アニメ語っていいですか？」を開始する。翌2021年は木曜アシスタントも務める。
2021年
6月、舞台「剣が君-残桜の舞-」にマダラ役で出演。
12月、舞台 劇団TEAM-ODAC第34回本公演「僕らの深夜高速」に東条しずく役で出演。
2022年
4月、舞台 五反田タイガー9th Stage『DEMON〜ありがとうって言えなくて〜』に出演。
5月、舞台 演劇ユニット【爆走おとな小学生】第十七回全校集会『戦国送球〜バトルガールズ〜』に大隣千佳役で出演。
7月、舞台 TOMOIKEプロデュース第8回公演『追憶ベイベー！』に出演。
9月、舞台 五反田タイガー5th Anniversary 11th Stage『ペイティング・バーレスク ～天使がいた場所～』に出演。
10月、朗読劇 演劇ユニット【爆走おとな小学生】『銀河鉄道のなかで』に出演。
10月-12月に放送された朝日放送テレビ ドラマ「推しが武道館いってくれたら死ぬ」に めいぷるどーる・ひなか 役で出演。2023年5月に公開された劇場版にも出演。
11月、舞台 ときめきステーショナリーズ『リメンバー・マイ・ラブ』の内空閑(うちくが)うつろ役で初主演。
12月、朗読劇 演劇ユニット【メイホリック】『リトル・ノエル』に出演。
2023年
2月、舞台 五反田タイガー12th Stage featuring コモンシェア株式会社『Tokyo Community Life ～Rebron～ 』に出演。
6月、舞台 ときめきステーショナリーズ『デッド・アンド・リライブ 』に出演。
10月、舞台 演劇ユニット【爆走おとな小学生】『カルネアデスの感触』に出演。
10月、舞台 フォーエスエンタテイメント『ペンを止めるな！』に出演。
2024年
3月、舞台 クオッカーズ『バンブー・サマー2024』に出演。
4月、舞台 キョードーファクトリー主催『ワインガールズ』に出演。
12月、舞台 演劇ユニット【爆走おとな小学生】第二十一回全校集会 "朗読×ACT"theater『アイディール・セミナー』に出演。
2025年
4月、舞台 演劇ユニット【爆走おとな小学生】第二十二回全校集会 "朗読×ACT"theater『アイディール・セミナー/2nd session』に出演。

## 人物
一人っ子である。また実家では、れおんという名前の猫を飼ってる。
大阪の魅力は「私は方言ですね。和歌山なのでバリバリの関西弁じゃない。だから大阪の関西弁が好き。」と語る。また、出身地である和歌山県の魅力については、「和歌山ラーメン、柿、備長炭、南高梅、有田みかん、白浜エネルギーランド、貴志駅（猫のたま2世（ニタマ）が駅長を務める駅）」と語り出したら止まらないほど和歌山が好きである。そして、和歌山県PRキャラクター「きいちゃん」については、小学生高学年くらいのときに名前募集があった際、クラスで話し合ってつけた名前案が「きいちゃん」であったことから、思い入れがあるという。
趣味は、アニメ鑑賞（週に約70本）、映画鑑賞、スマホゲーム、漫画を読むこと、ワインのラベル集めである。
漫画がとても好きで、特にかわいい系の漫画を好み、「紙で読む」派だという。特に 週刊少年ジャンプに掲載されている作品に、大好きなものが多いそうである。またアニメも大好きで、自身の生誕祭ではアニメのコスプレをするのが定番となっている。初めて好きになったアニメは「けいおん!」で、アニソンもよく聴いているらしい。
映画好きで、1日3本みることもある。また、ユニバーサル・スタジオ・ジャパンが好きで、年間パスポートを保有して通うほどである。
はちみつが好きで、実家にはミカンの花からとれたはちみつがあるという。
癖はと聞かれると、話した後になぜかクスッとわらってまうこと、と答えている。

## たこやきレインボー関連
- キャッチフレーズは「ドキドキで〜す」、イメージカラーは、  緑（中央グリーン）。
- タレント担当[18]。
- たこやきレインボーで一番悲しかった笑えるエピソードとして飛行機で隣の席になった春名真依との出来事がある。

## 主要なライブ・イベント

### 生誕祭
- 2013年11月10日、あべのマーケットパーク キューズモールにて、根岸可蓮の誕生日を祝う”生誕祭”を開催[19]。
- 2014年11月2日、大阪南港ATC 海辺のステージにて、「ミニライブ＆特典会」にて根岸可蓮の生誕祭を兼ねたライブを開催[20]。
- 2015年11月28日、「なにわンダーアドベントレインボーツアー」～その④～にて、根岸可蓮生誕祭@イオンモール和歌山を開催。
- 2016年11月23日、大阪南港ATCの「まいど！おおきに！」予約イベントにて、根岸可蓮生誕祭を開催。
- 2017年11月5日、大阪ナレッジシアターにて、根岸可蓮生誕祭「おかえりなさいませ～ご主人様、お嬢様～蓮のどきっとあらもーど♪でパーティーナイト！」を開催。
- 2018年11月17日、HMVグランフロント大阪にて、根岸可蓮生誕イベントを開催。
- 2019年11月18日、毎日放送本社1階のMBSちゃやまちプラザ ちゃプラステージにて「たこ虹セブン放課後ナイト特別編～根岸可蓮ナイト～」（生誕祭）を開催。
- 2020年11月22日、大阪南港ATC海辺のステージにてイベント「NO RAIN, NO RAINBOW～いい夫婦にドキドキで～す～」を開催、誕生日を祝った。

### ファンミーティング
- 2024年02月17日、東京ビジュアルアーツにて「根岸可蓮 Fan Meeting vol.1」を開催。

## 出演

### テレビ
- ゴゴスマ -GO GO!Smile!-（2016年8月25日、CBCテレビ） - 清井咲希と出演
- コアラモード.小幡康裕のガチンコスターダストプラネット 第78回（2022年6月21日、フジテレビNEXT）
- みんなにおススメ! 新作映画2022年 夏! 〜アニメ映画がどエラいことに!〜（2022年7月2日、アニマックス）[21]

### テレビドラマ
- 推しが武道館いってくれたら死ぬ（2022年10月9日 - 12月26日、朝日放送テレビ） - めいぷるどーる・ひなか 役[22]

### 映画
- 劇場版 推しが武道館いってくれたら死ぬ（2023年5月12日、ポニーキャニオン） - めいぷるどーる・ひなか 役[23]

### ネット配信
- Listen with（2019年10月28日、KKBOX）- 堀くるみと出演
- あのアニ。〜あの日観たアニメをまだ知らない人がいるなんて〜（2022年12月30日、ABEMAアニメチャンネル）[24]
- 真山りかのアニメ300%（2021年10月25日、2023年2月20日、2024年1月26日、ニコニコチャンネル）[25]

### ラジオ
レギュラー番組
- ミューコミプラス（2020年3月6日[26] - 2021年2月、ニッポン放送）- 木曜アシスタント

その他のラジオ番組
- Radio Freaks（2016年8月25日、@FM） - 清井咲希と出演
- カーナビラジオ午後一番！（2019年2月25日、HBCラジオ）- 堀くるみと出演
- ぽっぷんランキング（2019年10月26日、STVラジオ） - 堀くるみと出演
- ミューコミプラス（2019年12月25日、2020年2月20日、ニッポン放送）- 2019年12月25日は、堀くるみ・清井咲希と出演
- 神田莉緒香のKANDAFUL RADIO（2023年2月12日、26日、ニッポン放送）

### 舞台
- 剣が君-残桜の舞- 再演（2021年6月2日 - 6日、こくみん共済 coop ホール／スペース・ゼロ） - マダラ 役[2][27]
- 劇団TEAM-ODAC第34回本公演『僕らの深夜高速』（2021年12月15日 - 20日、草月ホール） - 東条しずく 役[28][29]
- 五反田タイガー9th Stage『DEMON〜ありがとうって言えなくて〜』（2022年4月20日 - 24日、池袋 あうるすぽっと）[30][31]
- 演劇ユニット【爆走おとな小学生】第十七回全校集会『戦国送球〜バトルガールズ〜』（2022年5月25日 - 29日、こくみん共済 coopホール/スペースゼロ） - 大隣千佳 役
- TOMOIKEプロデュース第8回公演『追憶ベイベー！』（2022年7月27日 - 31日、下北沢駅前劇場）
- 五反田タイガー5th Anniversary 11th Stage『ペイティング・バーレスク ～天使がいた場所～』（2022年9月28日 - 10月2日、こくみん共済coopホール／スペース・ゼロ） - ポッポ 役
- 演劇ユニット【爆走おとな小学生】『銀河鉄道のなかで』（2022年10月14日 - 16日、アトリエファンファーレ高円寺） - 松村恵美 役
- ときめきステーショナリーズ『リメンバー・マイ・ラブ』（2022年11月25日 - 27日、GOTANDA G3） - 内空閑うつろ（筆箱）役 主演
- 演劇ユニット【メイホリック】『リトル・ノエル』（2022年12月21日 - 25日、新宿シアターミラクル） - 長谷川ミヨ 役
- 五反田タイガー12th Stage featuring コモンシェア株式会社『Tokyo Community Life ～Rebron～ 』（2023年2月22日 - 26日、六行会ホール） - 矢沢律子 役
- ときめきステーショナリーズ『デッド・アンド・リライブ』（2023年6月30日 - 7月3日、GOTANDA G4） - 宝刀亜離亜 役
- 演劇ユニット【爆走おとな小学生】『カルネアデスの感触』（2023年10月12日 - 10月15日、コフレリオ新宿シアター） - 檜山綾 役 （WキャストのBチームとして、10月13日 2公演／10月15日 2公演の全4公演に出演）
- フォーエスエンタテイメント『ペンを止めるな！』（2023年10月26日 - 10月29日、シアター711） - 水村光明(男性) 役
- クオッカーズ『バンブー・サマー2024』（2024年3月20日 - 31日、劇場MOMO）[32] - 雨谷美沙子 役 （Wキャストの竹チームとして、3月21日,26日,28日 各1公演／3月23日,24日,30日 各2公演の全9公演に出演）
- キョードーファクトリー主催『ワインガールズ』（2024年4月26日 - 5月2日、シアター1010）[33] - 藤森真帆 役
- 演劇ユニット【爆走おとな小学生】
  - 第二十一回全校集会 "朗読×ACT"theater『アイディール・セミナー』（2024年12月11日 - 12月15日、新宿村LIVE） - パリパリ・ピーナッツ 役[34]
  - 第二十二回全校集会 "朗読×ACT"theater『アイディール・セミナー/2nd session』（2025年4月9日 - 4月13日、シアターサンモール） - カラフル・パピヨン 役[35]

### イベント
- 坂崎幸之助のももいろちょいデラックス 第75夜（2017年8月14日、Zepp Tokyo）- ユニット「チームいつつば」として出演
- TOKYO IDOL FESTIVAL オンライン 2020（2020年10月4日、お台場・青梅周辺エリア）- ミューコミプラスのレギュラー陣で結成されたスペシャルユニット「ミューコミ娘。」として出演[36]。
  - メンバー：西井万理那（ZOC）、香椎かてぃ（ZOC）、末吉9太郎（CUBERS）、三田美吹（CROWN POP）、十束おとは（フィロソフィーのダンス）、根岸可蓮（たこやきレインボー）※香椎かてぃは不参加。
- 五反田タイガー5th Anniversary 11th Stage『ペイティング・バーレスク ～天使がいた場所～』アフタートーク＆チェキ会（2022年10月15日、SoyLatte STUDIO）
- 東京やかんランド vol.1（2023年3月2日、原宿RUIDO）
- 五反田タイガー12th Stage featuring コモンシェア株式会社『Tokyo Community Life ～Rebron～ 』アフタートーク＆チェキ会（2023年3月4日、SoyLatte STUDIO BASE）
- 超DEフェス2023（2023年8月20日、RED° TOKYO TOWER）
- 堀爆誕祭2023～in2024～（2024年1月20日、扇町ミュージアムキューブ CUBE02） - ゲスト出演
- 超DEフェス2024（2024年12月28日、Hareza池袋1F harevutai）
- MISHIMALIVE vol.10（2025年5月4日、CHIC HALL SHIBUYA）

### 雑誌・書籍・新聞
- B.L.T. 2017年9月号（2017年7月24日、東京ニュース通信社）

### その他
- 夕刊フジ 芸能面13ページ（2019年9月6日）